# Nephodia subdolens
Nephodia subdolens är en fjärilsart som beskrevs av Paul Dognin 1907. Nephodia subdolens ingår i släktet Nephodia och familjen mätare. Inga underarter finns listade i Catalogue of Life.